# Ancinnes
Ancinnes és un municipi francès situat al departament del Sarthe i a la regió de País del Loira. L'any 2007 tenia 898 habitants.

## Demografia

### Població
El 2007 la població de fet d'Ancinnes era de 898 persones. Hi havia 352 famílies de les quals 84 eren unipersonals (36 homes vivint sols i 48 dones vivint soles), 140 parelles sense fills, 112 parelles amb fills i 16 famílies monoparentals amb fills.
La població ha evolucionat segons el següent gràfic:
Habitants censats

### Habitatges
El 2007 hi havia 398 habitatges, 363 eren l'habitatge principal de la família, 13 eren segones residències i 22 estaven desocupats. 374 eren cases i 23 eren apartaments. Dels 363 habitatges principals, 281 estaven ocupats pels seus propietaris, 75 estaven llogats i ocupats pels llogaters i 6 estaven cedits a títol gratuït; 3 tenien una cambra, 25 en tenien dues, 51 en tenien tres, 94 en tenien quatre i 189 en tenien cinc o més. 277 habitatges disposaven pel capbaix d'una plaça de pàrquing. A 142 habitatges hi havia un automòbil i a 199 n'hi havia dos o més.

### Piràmide de població
La piràmide de població per edats i sexe el 2009 era:
| Homes | Edats   | Dones |
| ----- | ------- | ----- |
| 0     | 95 o +  | 0     |
| 8     | 90 a 94 | 8     |
| 4     | 85 a 89 | 8     |
| 0     | 80 a 84 | 0     |
| 8     | 75 a 79 | 4     |
| 16    | 70 a 74 | 20    |
| 20    | 65 a 69 | 16    |
| 20    | 60 a 64 | 32    |
| 24    | 55 a 59 | 24    |
| 36    | 50 a 54 | 28    |
| 48    | 45 a 49 | 48    |
| 32    | 40 a 44 | 52    |
| 28    | 35 a 39 | 16    |
| 16    | 30 a 34 | 28    |
| 28    | 25 a 29 | 28    |
| 40    | 20 a 24 | 24    |
| 36    | 15 a 19 | 28    |
| 40    | 10 a 14 | 24    |
| 40    | 5 a 9   | 32    |
| 24    | 0 a 4   | 16    |

## Economia
El 2007 la població en edat de treballar era de 577 persones, 408 eren actives i 169 eren inactives. De les 408 persones actives 391 estaven ocupades (206 homes i 185 dones) i 17 estaven aturades (5 homes i 12 dones). De les 169 persones inactives 94 estaven jubilades, 41 estaven estudiant i 34 estaven classificades com a «altres inactius».

### Ingressos
El 2009 a Ancinnes hi havia 356 unitats fiscals que integraven 894 persones, la mediana anual d'ingressos fiscals per persona era de 18.699 €.

### Activitats econòmiques
Dels 17 establiments que hi havia el 2007, 5 eren d'empreses de construcció, 7 d'empreses de comerç i reparació d'automòbils, 1 d'una empresa de transport, 1 d'una empresa d'hostatgeria i restauració, 1 d'una empresa de serveis, 1 d'una entitat de l'administració pública i 1 d'una empresa classificada com a «altres activitats de serveis».
Dels 7 establiments de servei als particulars que hi havia el 2009, 1 era una oficina de correu, 1 taller de reparació d'automòbils i de material agrícola, 1 guixaire pintor, 1 fusteria, 1 lampisteria, 1 perruqueria i 1 restaurant.
Dels 2 establiments comercials que hi havia el 2009, 1 era una botiga de menys de 120 m² i 1 un drogueria.
L'any 2000 a Ancinnes hi havia 26 explotacions agrícoles que ocupaven un total de 1.260 hectàrees.

## Equipaments sanitaris i escolars
El 2009 hi havia una escola elemental. Ancinnes disposava d'un col·legi d'educació secundària amb 321 alumnes.

## Poblacions més properes
El següent diagrama mostra les poblacions més properes.